# Ситник
Ситник је насељено место у Босни и Херцеговини у општини Коњиц у Херцеговачко-неретванском кантону који припада ентитету Федерација Босне и Херцеговине. Према попису становништва из 1991. године у насељу је живело тридесет становника.

## Географија
Насеље се налази југоисточно од Коњица у кањону Неретве, над десном обалом ове реке.
По последњем службеном попису становништва из 1991. године, насеље Ситник је имало тридесет становника. Сви становници су били Срби.
У току последњег рата напад на Ситник извршили су 10. јуна 1992. наоружани припадници Армије БиХ, муслимански и хрватски добровољци регрутовани са овог подручја. Приликом напада и заузимања села убијено је шест цивила, углавном старијих особа. Остали становници, без обзира на пол и узраст, принудно су одведени у сабирне центре. Њихову имовину нападачи су опљачкали и однели у своја села, а што нису могли однети запалили су. Ситник је после овог напада остао етнички очишћен од српског становништва и пуст.
Порушена је и православна црква освештана 1973. године.